# Rosa Wernicke
Rosa Wernicke (Pergamino, 15 de marzo de 1905 - Rosario, 3 de septiembre de 1971) fue una escritora, poeta, dramaturga, periodista, columnista, editora, crítica literaria y profesora argentina.
Escribió narrativa, poesía, ensayo, teatro y argumentos cinematográficos y adaptó novelas para el radioteatro.
Colaboró en los diarios La Prensa, La Capital y La Tribuna, donde tuvo a su cargo la sección bibliográfica.
Una buena parte de esa obra quedó inédita. Fue pareja del artista plástico Julio Vanzo (1901-1984) desde 1934 hasta su muerte, en 1971.

## Biografía
Nació en la ciudad de Buenos Aires, donde se formó. En 1933 ―en plena Década Infame―, Rosa Wernicke vivió en la ciudad de Córdoba, donde publicó un libro de ensayo, En los albores de la paz, del que aparentemente se arrepintió.
Tras pasar una temporada en la ciudad de Santiago del Estero, en 1934 se mudó a Rosario.
Una de sus amigas comentaría: «Siempre había deseado vivir a la vera de un gran río y aquí se cumplió su destino».

Ese mismo año (1934) comenzó su convivencia (sin casarse) con el reconocido artista plástico Julio Vanzo.

De esta relación, surgió el gran amor de su vida, su Gringa, quien dejó todo lo que tenía para irse a vivir con Julio, enfrentando lo que en la época fue un gran escándalo social.
Fernando Chao

Publicó dos libros de cuentos: Los treinta dineros (1938) ―que recibió el primer premio de la Asociación Artística del Magisterio― e Isla de angustia (1941).

Fue de las primeras en romper muchos esquemas viejos, con su manera de vivir y con su obra.
Virginio Albanese (periodista), en un homenaje que se rindió 
al cumplirse un año de la muerte de Wernicke

Comenzó a trabajar en el suplemento literario dominical del diario La Capital.
Más tarde dirigió la sección de crítica literaria en el vespertino Tribuna, titulada «El tonel de Diógenes». Allí reseñaba los libros de las editoriales grandes y chicas de Rosario.
En 1938 comenzó a publicar textos ponderados por la crítica, entre ellos "Los treinta dineros", libro de cuentos que mereció el primer premio en el concurso organizado por la Asociación Artística del Magisterio. Después escribió El mejor amigo de Simón Lesseps.
Su tercer libro, Isla de angustia, obtuvo el primer premio de literatura en prosa en el concurso organizado por la Comisión Provincial de Cultura de Santa Fe.

Esta obra es una serie de relatos que son lo mejor del género que se ha publicado en los últimos años entre nosotros.
José Gabriel (crítico de arte), en el diario Crítica (de Buenos Aires)

En 1942, Vanzo la retrató en su óleo El saco rojo.

### «Las colinas del hambre»
En 1943 se publicó en Buenos Aires su novela Las colinas del hambre. Está ambientada en 1937, en la primera villa miseria de Rosario, que se encontraba entre las montañas («colinas») de los basurales del sur de la ciudad, en la zona del antiguo matadero, donde más tarde se formaría el actual barrio Tablada.

La ciudad parecía avergonzarse de aquel pulmón enfermo del barrio Mataderos, en donde pululaban millares de criaturas con su miseria y su orfandad. Estaban allí, olvidados en medio del febril progreso.
Rosa Wernicke, Las colinas del hambre.

Los niños de esas casillas de chapa y cartón, techos de zinc y pisos de tierra, mugre, napas contaminadas, son chicos, demasiados chicos para sobrevivir en un mundo donde las carencias que padecen son múltiples, expuestos a los males propios de los excluidos, pero además son muy vulnerables pues dependen de otros, por lo menos hasta alcanzar la fuerza de convertirse en chicos de la calle. La pésima alimentación, comiendo muchas veces restos de basura, el abandono familiar, la falta de contención, y la convivencia con el delito los subordina a la desconfianza y la marginación del resto de la sociedad.
Rosa Wernicke, Las colinas del hambre.

El basural comenzó a formarse en el bajo Ayolas entre fines del siglo XIX y comienzos del XX. En 1916, un inmigrante español llamado Jesús Pérez se convirtió en su concesionario exclusivo. Los desperdicios se descargaban en un terreno situado entre el río, la barranca y unas cuadras a ambos lados de Ayolas.
Según la tradición oral, Jesús Pérez se sintió directamente aludido por el personaje de ficción que lo encarnaba. Entonces decidió comprar todos los libros que quedaban sin vender de la edición de La colina del hambre. Desde entonces ni siquiera se lo podía encontrar en las bibliotecas públicas de Rosario.

Nada en el curso del relato se adivina como obra de ficción. [... Los basurales son una] muestra doliente de nuestra ciudad. [La novela] no deja de formular un llamamiento a la sociedad que parece despreocuparse por la existencia de los que viven en el vaciadero municipal
Reseña literaria en La Capital del 26 de diciembre de 1943.

Ese mismo año (1943) Rosa Wernicke ganó el premio Manuel Musto por esa novela, la única que se publicaría. Había obtenido otros premios, pero ese fue hasta el momento el más importante que se concedió a sus obras. Ese fue su momento de consagración, y sin embargo fue el último libro que publicó.

Cuando aparece esta novela, en 1943, y obtiene el premio Musto, ¿qué se sabía de Rosa Wernicke? Salvo el hecho de que era la mujer del pintor Julio Vanzo, quien hizo las ilustraciones de la novela para la edición de [la editorial] Claridad ―hasta la presente, la única―, posiblemente muy poco más, como nosotros ahora.
Eduardo D’Anna (1948-), en el prólogo de la segunda edición de Las colinas del hambre

## Vida privada
Rosa Wernicke y Julio Vanzo vivían en una casa/atelier de calle Corrientes, en el centro de Rosario.
Vanzo también alquilaba un atelier ―que en 1935 compartía con el artista Lucio Fontana― en calle Córdoba 585.
En su casa continuamente recibían a otros reconocidos artistas plásticos de la ciudad, como
Erminio Blotta,
Gustavo Cochet,
Lucio Fontana,
Eugenio Fornells,
Ricardo Warecki, entre otros.
Wernicke poseía una naturaleza enfermiza. Su esposo Julio Vanzo dedicó mucho tiempo y esfuerzo para cuidarla de la «inevitable enfermedad que el destino le deparó» (alguna enfermedad neurodegenerativa, como el alzhéimer).

Esta mujer de gran capacidad en poco tiempo contrajo una larga y dura enfermedad que la fue anulando física y psíquicamente y con la que vivió gracias a los esfuerzos y el amor de quien era definitivamente su compañero. A comienzos de septiembre de 1971 terminaron los padecimientos de Rosa Wernicke y con ellos, los que por ella sufría su eterno amante. [...] Nos vimos muy seguido en aquellos días, visitándolo en su atelier, que era también su casa, frecuentemente. Tengo un recuerdo imborrable de su mujer sentada en un sillón de respaldo elevado sin presentar ningún signo de lucidez, y estar hablando Vanzo y yo como si ella realmente participase de esa conversación que partía de recuerdos que él traía de mi infancia y que se suponía que ella compartía. Fue muy penoso el momento por el cariño que yo sentía por ellos, y además porque durante la creación del plato escultórico ella tuvo una crisis muy grave que llevó a su internación.
Fernando Chao

Vanzo la acompañó y atendió hasta los últimos momentos de su vida.
Falleció el 3 de septiembre de 1971.
Después de la muerte de Wernicke, Vanzo no quiso seguir viviendo en la casa de calle Corrientes y se mudó a calle Cochabamba.

## Obras[14]
- 1933: En los albores de la paz (ensayo).
- 1938: Los treinta dineros (cuentos). Arte de tapa de Julio Vanzo.[15] Rosario: Librería y Editorial Ruiz, 1938. Reeditado en 2013 por Baltasara Editora (Rosario).[16] Contiene varios cuentos, entre ellos «Fiebre».[15] Contiene doce cuentos:[17]
  - «Los treinta dineros»
  - «El caso de Edmundo Bacon»
  - «Historia de un funebrero»
  - «El pobre Pinkas Ridel»
  - «Una vida inútil»
  - «Fiebre»[15]
  - «El sombrero de la pluma verde»
  - «Un día de fiesta»
  - «Odio»
  - «Diez centavos»
  - «Una miseria»
  - «La víspera de año nuevo.

- 1941: Isla de angustia (cuentos, como «El mejor amigo de Simón Lesseps» y «En treinta minutos»).
- 1943: Las colinas del hambre (novela); ilustraciones de Julio Vanzo. Buenos Aires: Claridad, 1943.[1]

Los poemas de Rosa Wernicke permanecen dispersos en viejos suplementos culturales. También quedaron inéditas sus novelas La mosca dorada y Las señoras y las otras.
En uno de los pocos artículos que se le dedicaron, Catalina Cardinale menciona las obras teatrales La estrella ciega, El héroe, La obra maestra, El amor de las furias, El circo y Cenizas en los cabellos.
También se ganó la vida convirtiendo novelas en guiones de radioteatro, género muy en boga en esa época.

## Legado
Germán García ―en su libro La novela argentina situó a Rosa Wernicke en su capítulo sobre la novela social junto a autores como Álvaro Yunque, Leónidas Barletta, Elías Castelnuovo, Ismael Moreno, Alcides Greca y Raúl Larra.

### Nombre de una calle en la ciudad de Rosario
La calle Rosa Wernicke de Vanzo corre de norte a sur, a lo largo de una cuadra larga (entre el 4600 y el 4700), entre la calle Lola Mora (que corre de este a oeste al 200 bis) y la calle Mariquita Sánchez de Thompson. Wernicke corre paralela ―a media cuadra de distancia― al oeste de la avenida Abanderado Grandoli al 4600. Recibió ese nombre por decreto n.º 4675 del Concejo Municipal (1977).
Doce cuadras al norte se encuentra la esquina de Abanderado Grandoli (ex-Berutti) y Ayolas, donde suceden los eventos de la novela Las colinas del hambre.

### Reedición en 2013
El 13 de marzo de 2013, se realizó en el Museo Municipal de Bellas Artes Juan B. Castagnino (en bulevar Oroño esquina avenida Pellegrini) la presentación de la reedición del libro Los treinta dineros, con un panel formado por Beatriz Vignoli (escritora, periodista y crítica de arte), Diego Roldán y Cecilia Pascual (historiadores, que realizaron el prólogo de la nueva edición), Liliana Ruiz (directora de la editorial Baltasara, e hija de Laudelino Ruiz, el editor original de este libro) y Marcela Römer (directora del museo Castagnino).